# Jégcsap

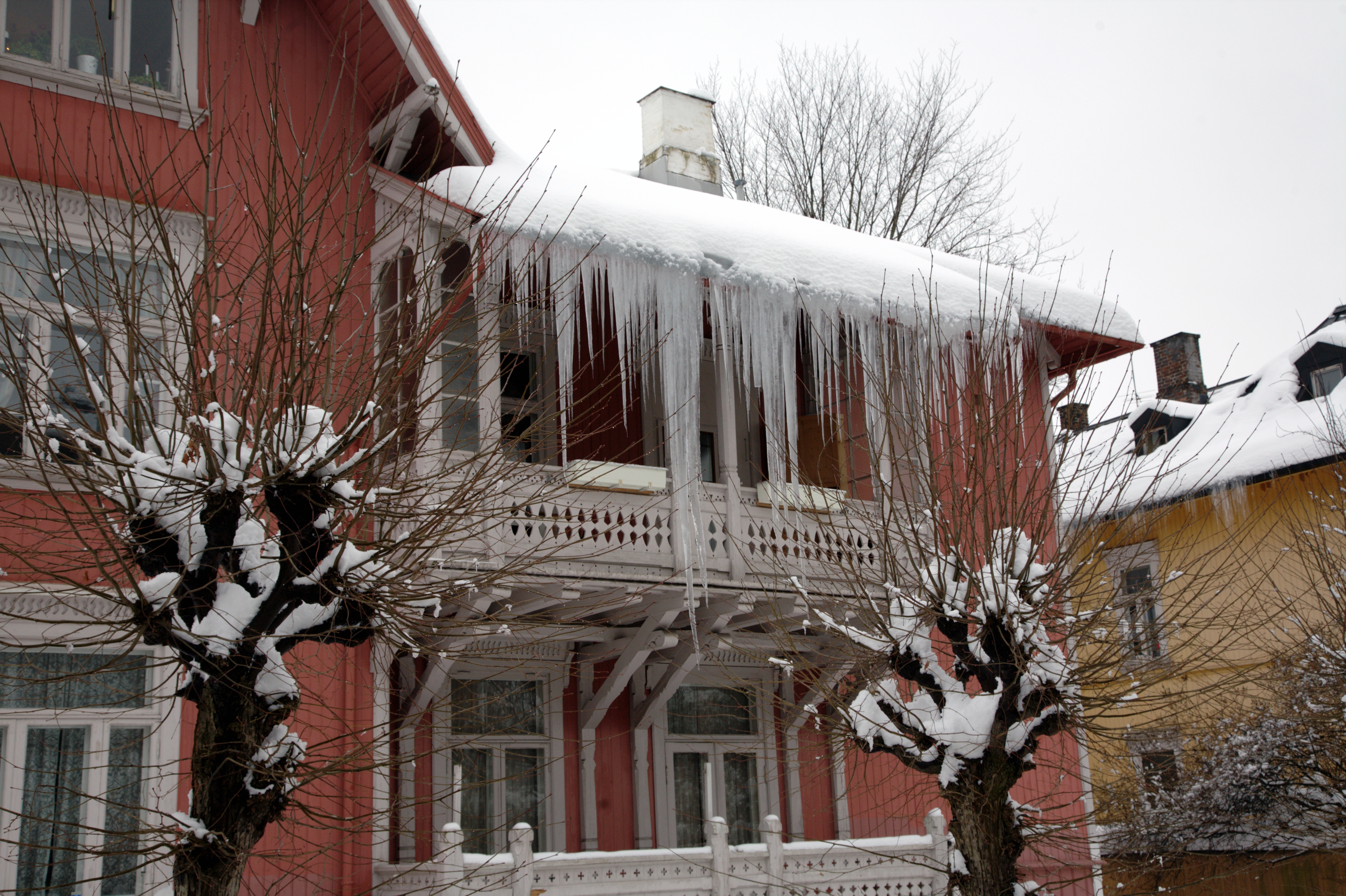
Jégcsapok

A jégcsapok többnyire hegyes, kúp alakú jégképződmények, amelyek akkor keletkeznek, amikor napsütés vagy más hőforrás hatására egy helyen, például háztetőn összegyűlt hó olvadni kezd, de a lecsepegő olvadékvíz egy része a fagypont alatti hőmérsékletű levegő hatására újra megfagy. Ha a körülmények változatlanok, a jégcsap vastagsága és hossza folyamatosan növekszik. Ilyenkor (a cseppkőképződéssel ellentétben) a víz a jégcsapok felületén folyik le.
A jégcsapok alakjában azonban a körülmények kis különbségei is nagyobb eltéréseket okozhatnak: míg például a levegő mozdulatlansága esetén kevésbé válnak szabályos kúp alakúakká, addig a lassan mozgó levegőben sokkal inkább. A víz minősége is számít: csapvízből a benne levő szennyeződések miatt szabálytalanabb, desztillált vízből szabályosabb jégcsapok keletkeznek.
Ha a Nap a talajt is süti, vagy a talaj hőmérséklete más okból nem kiemelkedően alacsony, akkor a jégcsapokról lecsepegő víz, mivel mozgási energiájának egy része hőenergiává alakul, nem fagy meg a talajon, így ott nem képződnek álló jégcsapok. Ha azonban a talaj is elegendően hideg, létrejöhetnek álló jégcsapok is.
A nagy méretű jégcsapok balesetveszélyesek lehetnek, mert lehullva akár életveszélyes sérüléseket is okozhatnak. A magyarországi szabályozás szerint az épületeken található jégcsapok eltávolítása a tulajdonos dolga, de kérhető a katasztrófavédelem (tűzoltóság) segítsége is, akik egyúttal a közintézmények megtisztításáért is felelősek.

## Képek

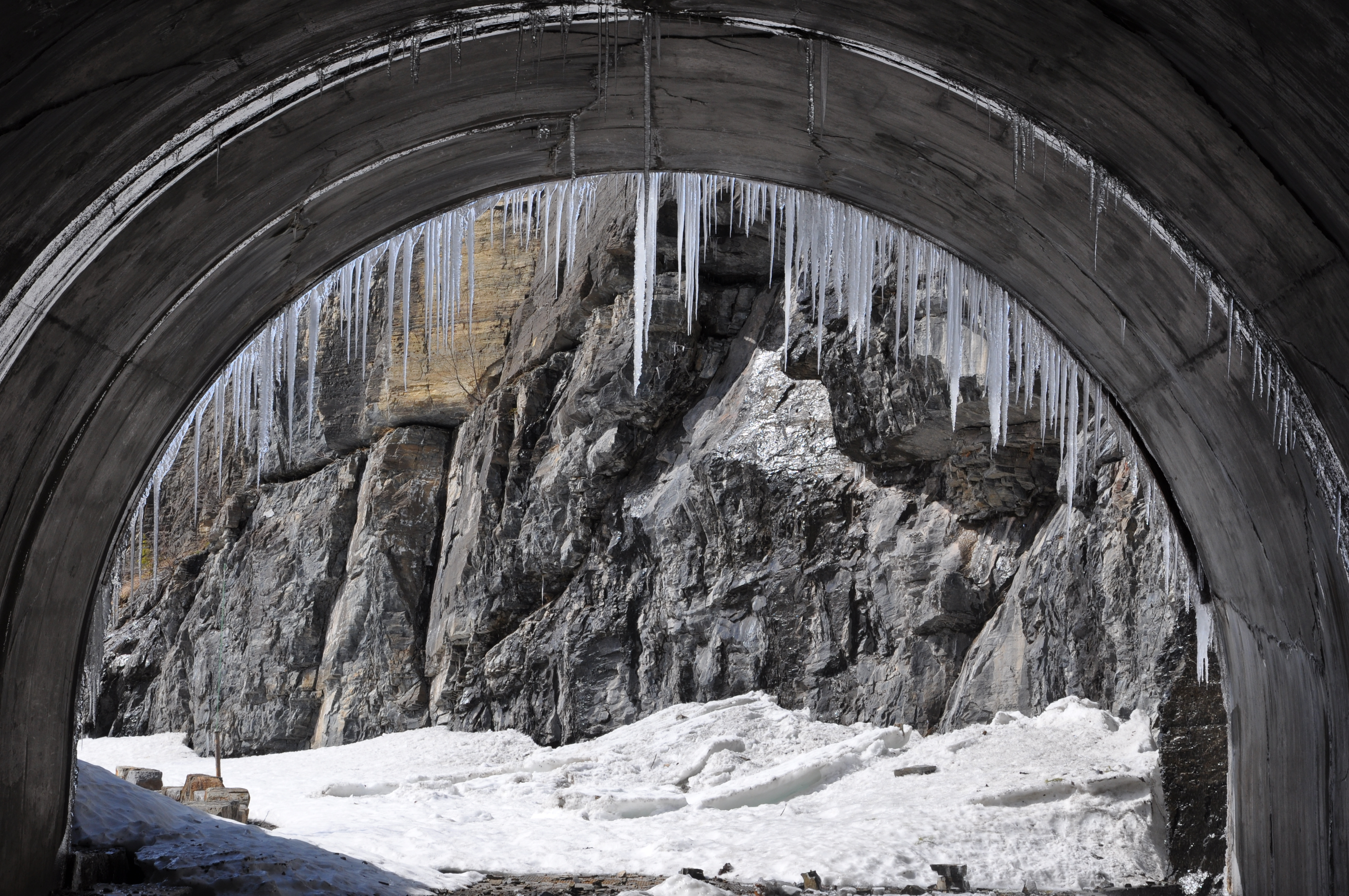
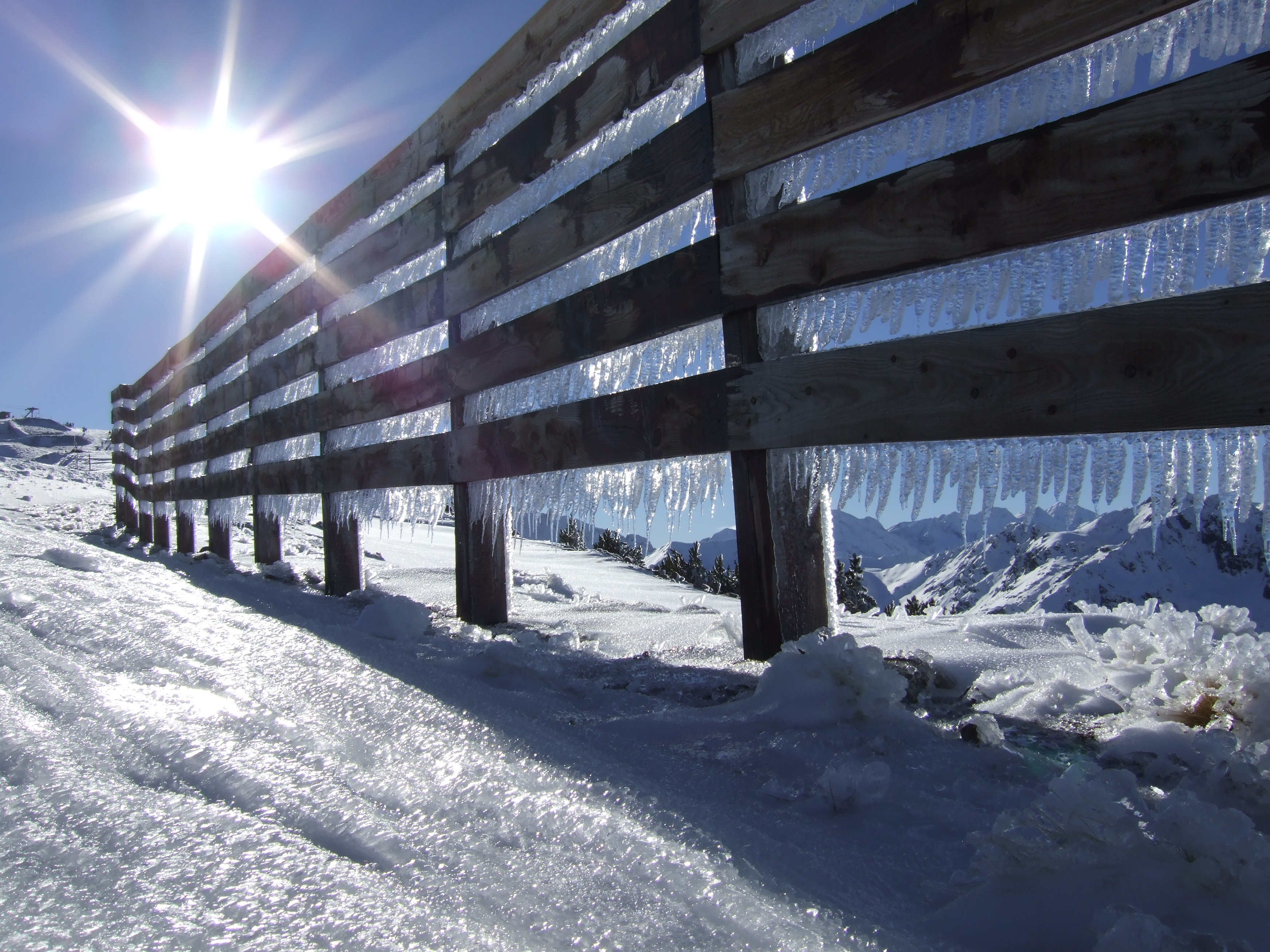
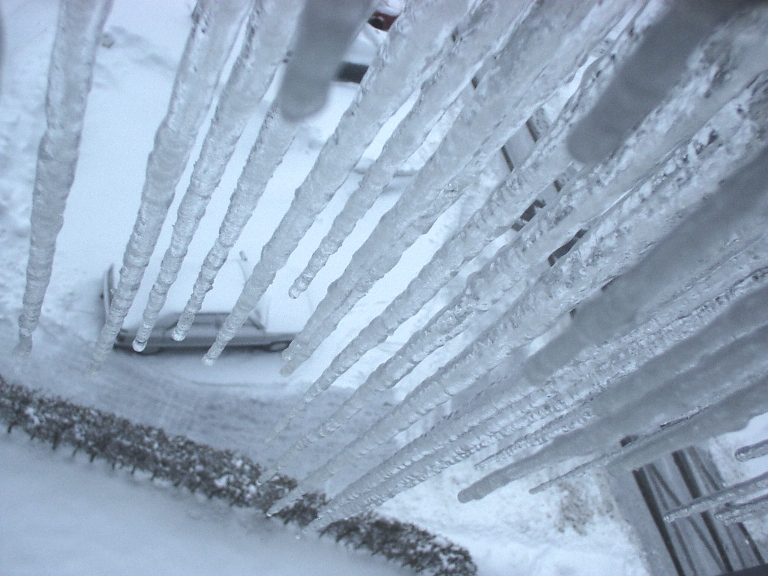
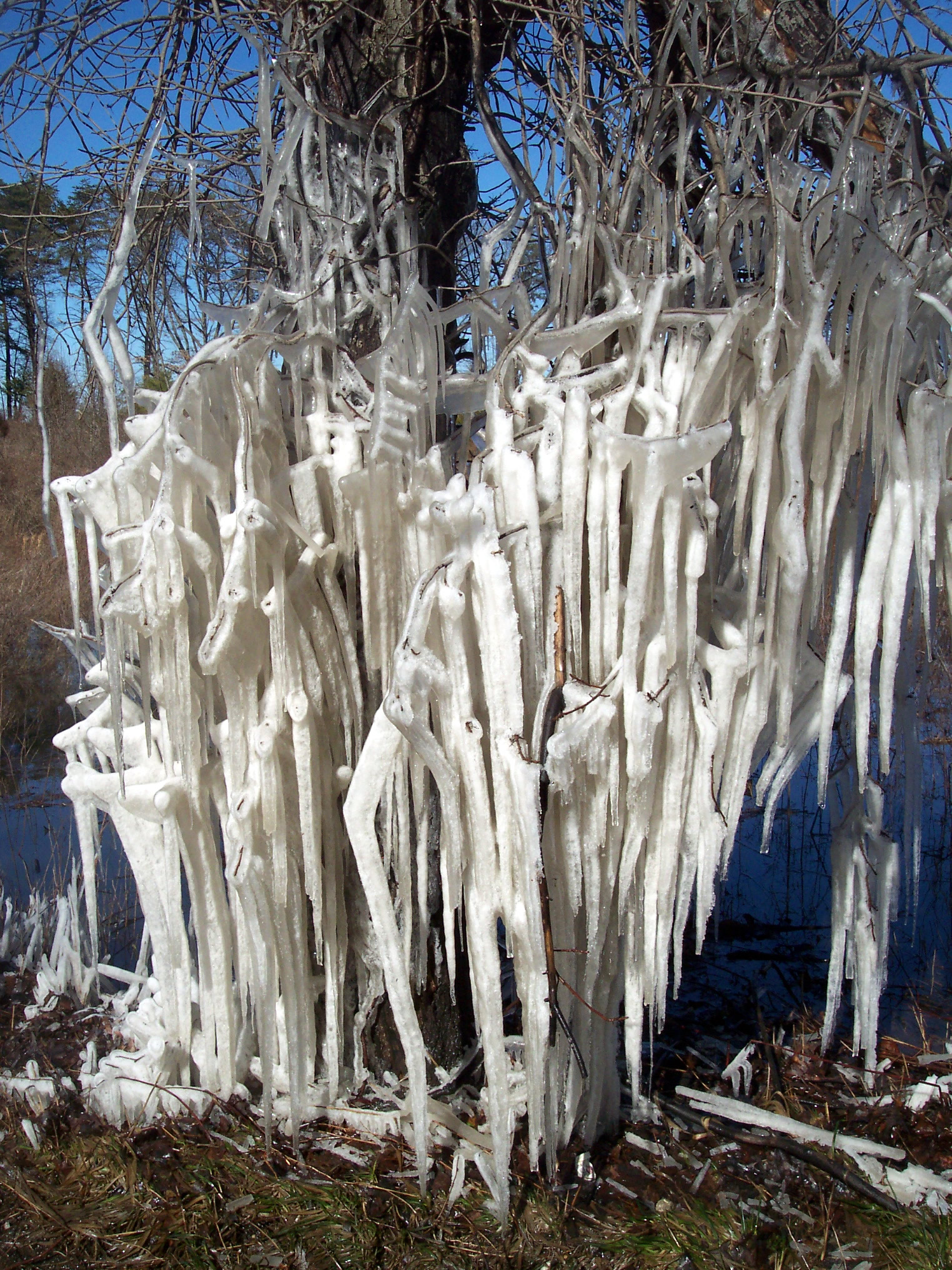
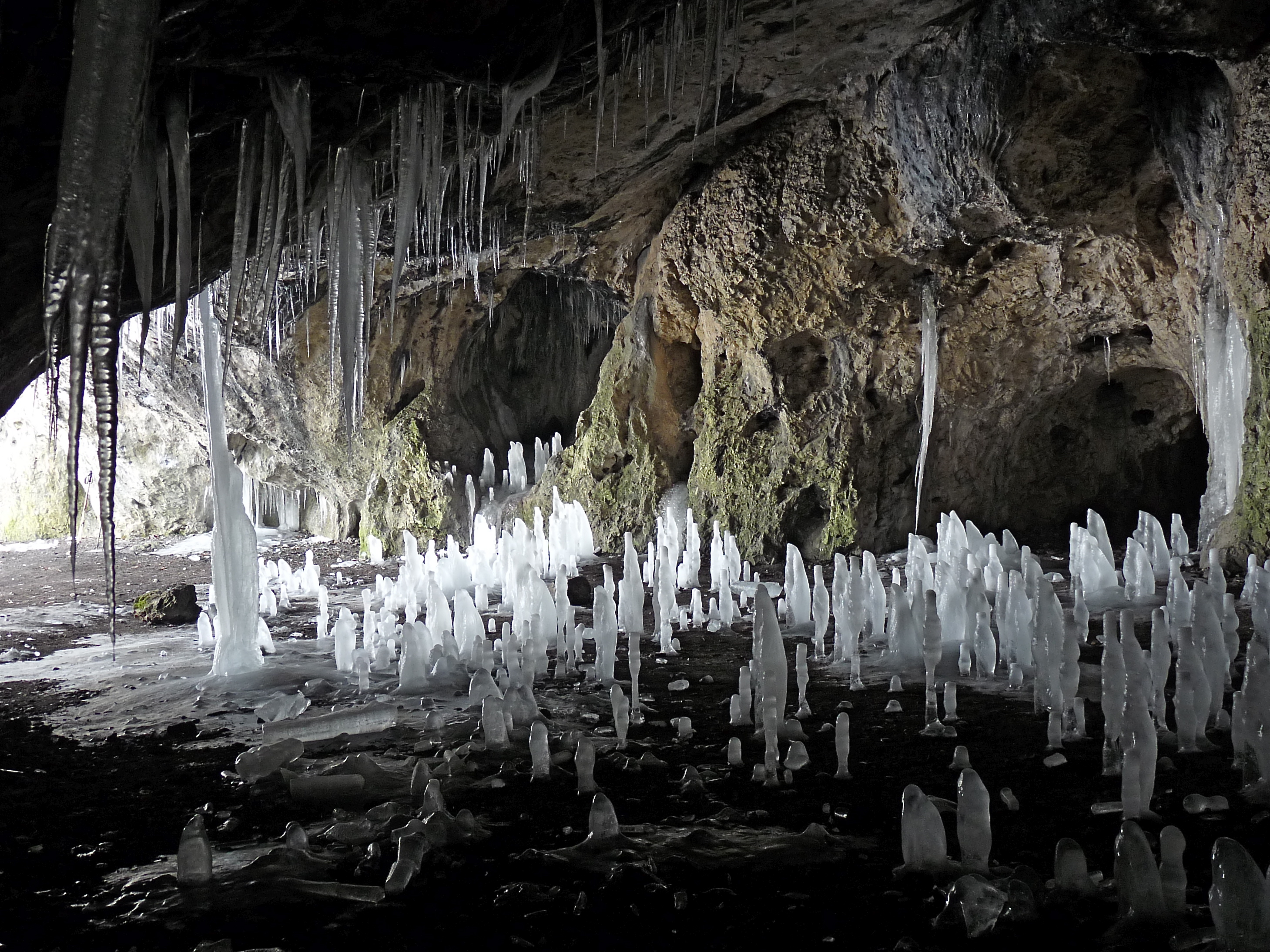
Lógó és álló jégcsapok a bajorországi Oswaldhöhlében